# Tassé
Tassé – miejscowość i gmina we Francji, w regionie Kraj Loary, w departamencie Sarthe.
Według danych na rok 1990 gminę zamieszkiwało 248 osób, a gęstość zaludnienia wynosiła 23 osoby/km² (wśród 1504 gmin Kraju Loary Tassé plasuje się na 1024. miejscu pod względem liczby ludności, natomiast pod względem powierzchni na miejscu 976.).